# Vogrincsics János
Vogrincsics János más forrásokban Vogrincsits (Pertócsa, 1778. k. – Petrócsa, 1806. február 7.) magyarországi szlovén római katolikus pap.

A mai Perestóról (ma Pertoča, Szlovénia) származott, ami Felsőlendva közelében van. Kisszeminaristaként hallgatott filozófiát és 1802. december 18-án pappá szentelték.
A Tótságban számos helyen volt káplán, mint Belatincon (ma Beltinci), vagy Muraszombatban (ma Murska Sobota) és a neves istvánfalvi barokk templom egyházközségében, az akkori Küzmics György mellett. Rajta kívül volt itt még egy perestói káplán, Koszednár Ferenc.
1804 júliusától 1805 szeptemberéig volt Kancsóc (Felsőszentbenedek) (ma Kančevci) papja, s utána szülőfalujának plébánosa lett. Nagyon fiatalon halt meg.